# 태풍 올가 (1970년)

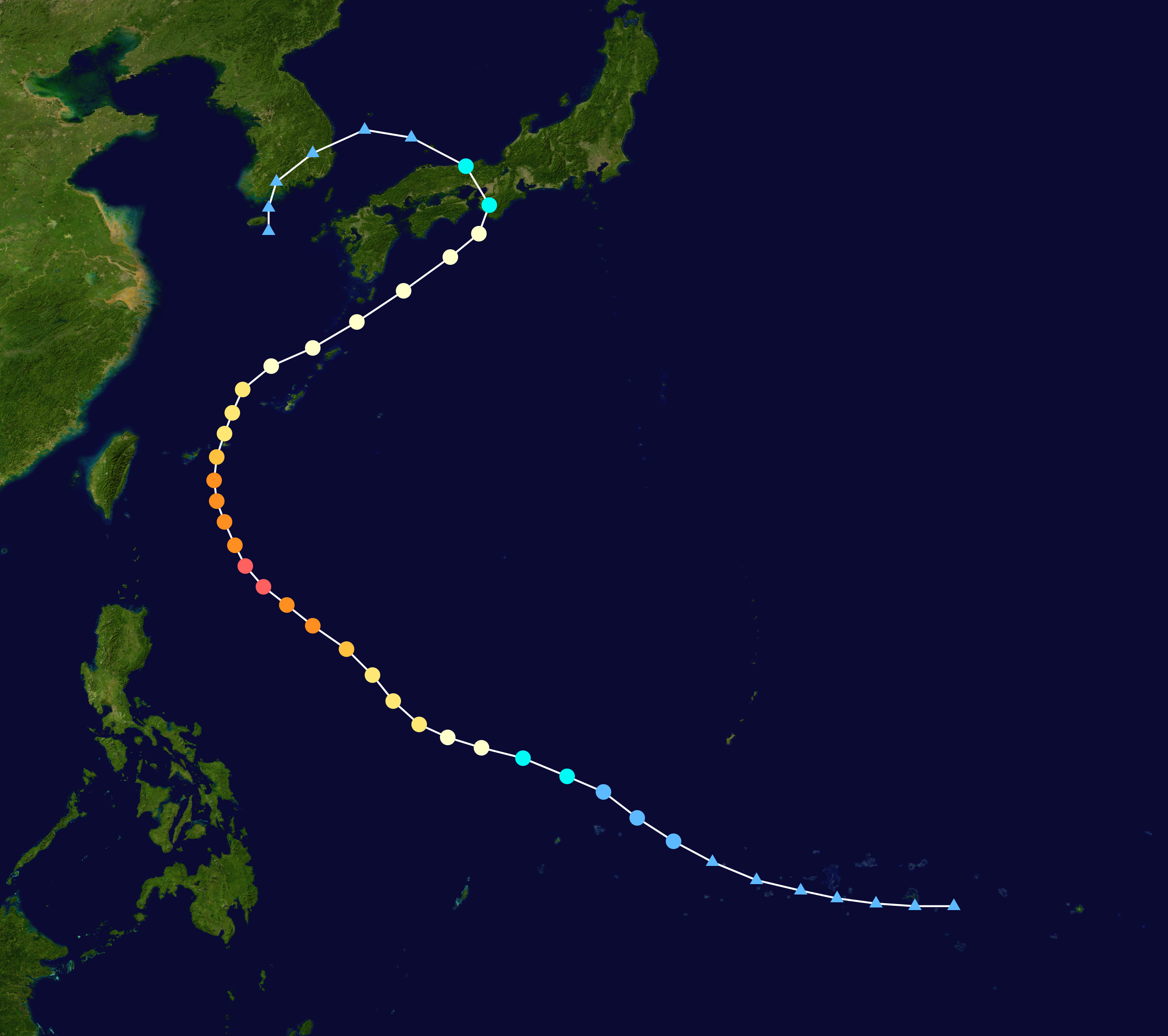
태풍 올가의 이동 경로

태풍 올가 (OLGA)는 1970년에 북서태평양에서 발생한 제2호 태풍이다. 대한민국 동해안 지역에 많은 비를 야기했던 태풍이다. 태풍이 일본 열도 관통 후 온대저기압으로 변질되었음에도 불구하고 많은 비구름대가 한반도로 유입되었고, 강원도 영동 지방을 중심으로 많게는 400mm 이상의 비가 내렸다.

## 주요 관측값

### 최저해면기압
- 울릉도 990.3hPa
- 통영 993.5hPa
- 울산 994.1hPa
- 부산 994.3hPa[2]

### 최대풍속
- 속초 20.0m/s
- 부산 16.7m/s
- 목포 13.3m/s
- 군산 12.5m/s[2]

### 최대순간풍속
- 부산 26.8m/s
- 속초 22.0m/s
- 울릉도 16.7m/s
- 광주 15.8m/s[2]

### 일최다강수량
- 강릉 267.0mm
- 속초 206.3mm
- 포항 151.6mm
- 울산 119.6mm
- 울릉도 77.5mm[2]

### 총 강수량 (7월 5~7일)
- 강릉 420.6mm
- 속초 365.6mm
- 포항 189.9mm
- 울산 145.1mm
- 울릉도 124.2mm[2]